# Груневеген, Максим
Максим Груневеген (нидерл. Maxime Groenewegen, род. 14 июля 1988) — нидерландская профессиональная шоссейная велогонщица, двукратная чемпионка Нидерландов по шоссейному велоспорту в индивидуальной гонке среди юниоров (2003, 2004) и двукратная чемпионка Нидерландов по трековому велоспорту (2005).

## Карьера
Максим Груневеген начала соревноваться очень рано. В 2003 году, в возрасте 15 лет, она выиграла индивидуальную гонку чемпионата Нидерландов среди юниоров и заняла второе место в групповой гонке. В 2004 году она завоевала титул чемпионки Нидерландов в индивидуальной гонке среди юниоров. Она считалась одним из самых перспективных талантов своего поколения, побеждая таких будущих звезд, как Марианна Вос и Эллен ван Дейк в юниорских соревнованиях.

Максим была довольна только если выигрывала с как минимум круговым преимуществом… Она всегда работала изо всех сил.
Оригинальный текст (нид.)Maxime was pas tevreden als ze met minstens een ronde voorsprong won… Zij was altijd maar aan het beulen.
— 
В профессиональной карьере Максим выступала за команды AA Drink-leontien.nl (2007—2008) и Red Sun Cycling Team (2009). Среди её лучших результатов — 7-е место на Бозинге (чемпионат Фландрии) и 11-е место на Омлоп ван Борселе U19.
В юношеском возрасте Максим заболела аутоиммунной болезнью, которая резко прервала её карьеру. Она передвигалась в инвалидной коляске. После выздоровления Максим построила новую жизнь: стала мамой двух детей и открыла салон красоты в Винкевене.

## Достижения

### Шоссе
2003
2-я на чемпионате Нидерландов — групповая гонка U19
 Чемпионат Нидерландов — индивидуальная гонка U19
2004
Rotheux-Rimière U19
Критериум Jeugdronde van Mijnsheerenland
 Чемпионат Нидерландов — индивидуальная гонка U19
2005
5-я на Омлоп ван Борселе U19
Стер Зеувс Эйанден
9-я на 3-м этапе
9-я в генеральной классификации
9-я на чемпионате Нидерландов — групповая гонка U19
2-я на чемпионате Нидерландов — индивидуальная гонка U19
2006
6-я на Омлоп ван Борселе U19
3-я на критериуме Breezand
2008
7-я на Бозинге — Чемпионат Фландрии
3-я на критериуме De Pinte
3-я на критериуме Hazerswoude-Dorp
2-я на критериуме Bovenkarspel

### Трек
2005
2-я на чемпионате Нидерландов — скрэтч U19
 Чемпионат Нидерландов — гонка преследования U19
 Чемпионат Нидерландов — гонка по очкам U19

## Личная жизнь
В семье Максим многие родственники являются профессиональными велогонщиками: дедушка Ко Зилеман, отец Герри Груневеген, брат Дилан Груневеген, кузина Келли Маркус и кузен Барри Маркус.